# Berre-l'Étang
Berre-l'Étang (em occitano, Bèrra de l'Estanh ou simplesmente Bèrra) é uma cidade e uma comuna francesa localizada no departamento de Bocas do Ródano na Provença-Alpes-Costa Azul, região sul da França.